# Stosunki polsko-chorwackie

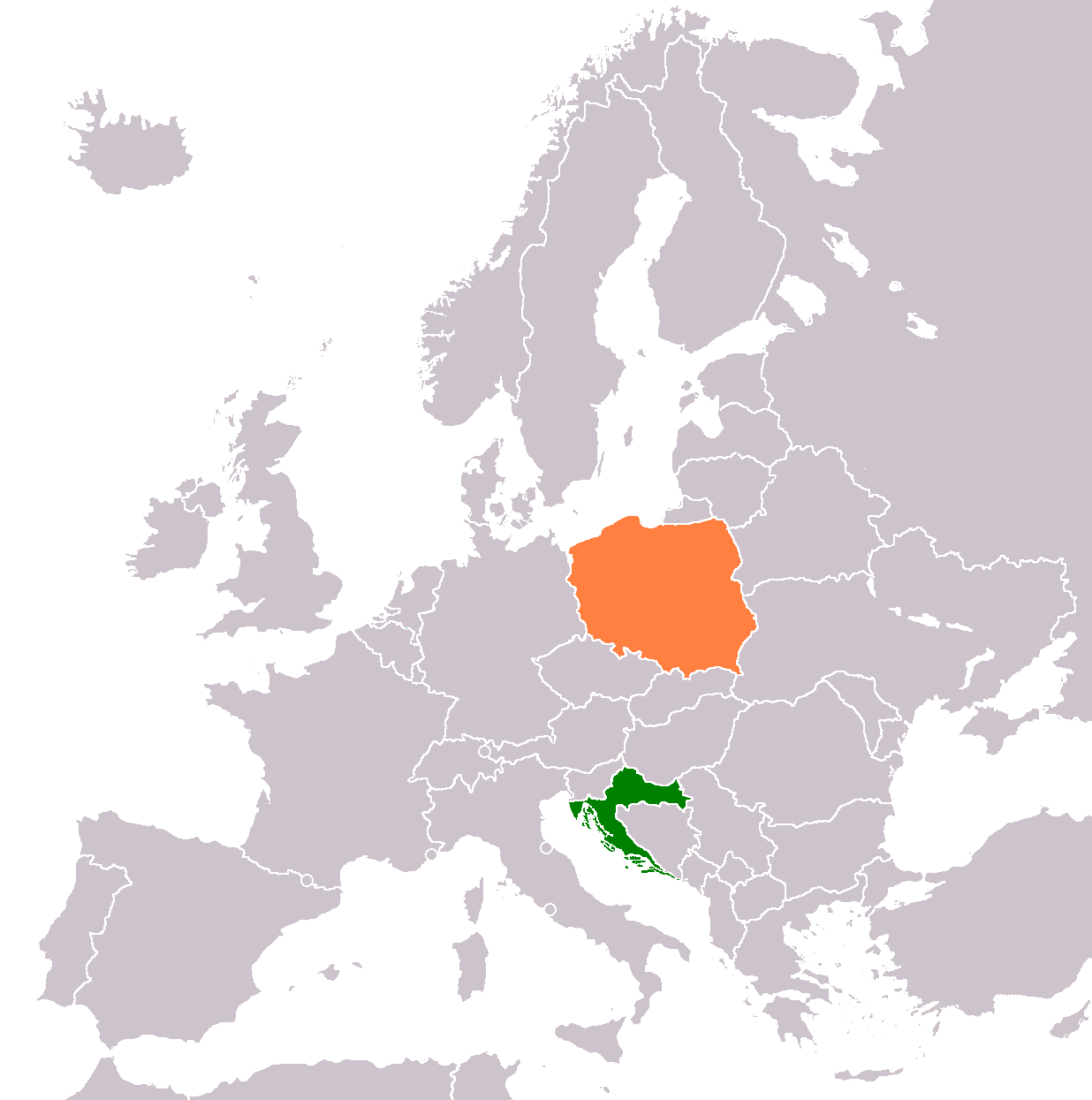
Położenie Polski (pomarańczowy) i Chorwacji (zielony) na mapie Europy

Stosunki polsko-chorwackie – relacje międzynarodowe łączące Polskę i Chorwację. Zostały nawiązane w 1992 po rozpadzie Jugosławii i uzyskaniu niepodległości przez Chorwację. Stan relacji między obydwoma krajami jest określany przez polskie ministerstwo spraw zagranicznych jako bardzo dobry.
Oba państwa są członkami NATO oraz Unii Europejskiej, a także współpracują w ramach Trójmorza.

## Historia
Polska uznała niepodległość Chorwacji 15 stycznia 1992, a 11 kwietnia tegoż roku oba kraje nawiązały stosunki dyplomatyczne. 14 września 2012 Polska, jako czternasty kraj Unii Europejskiej, ratyfikowała traktat akcesyjny Chorwacji do UE.

## Współpraca gospodarcza
Polsko-chorwackie stosunki gospodarcze regulowane są traktatami europejskimi oraz umowami dwustronnymi dotyczących m.in. unikania podwójnego opodatkowania, przewozów drogowych osób i ładunków, popierania i ochrony inwestycji, turystyki oraz transportu drogowego, morskiego i lotniczego.
W 2023 roku wartość obrotów handlowych między oboma krajami wyniósł 2,1 mld euro z saldem dodatnim po stronie Polski (wartość eksportu do Chorwacji wyniosła 1,56 mld euro), która znalazła na 6. miejscu wśród największych eksporterów na chorwacki rynek. Polski eksport obejmował przede wszystkim meble, wyroby tytoniowe, artykuły spożywcze, samochody osobowe i części samochodowe.

## Placówki konsularne
Polska utrzymuje ambasadę w Zagrzebiu oraz konsulat w Splicie otwarty 4 kwietnia 2019, natomiast Chorwacja utrzymuje ambasadę w Warszawie oraz konsulaty honorowe w Białymstoku, Krakowie, Opolu, Poznaniu i Bydgoszczy.

## Polacy w Chorwacji
W Chorwacji mieszka ok. 2000 osób polskiego pochodzenia. Według danych ze spisu ludności 2011, liczba Polaków zamieszkujących w Chorwacji wynosi 672. Główne skupiska Polaków to Zagrzeb, Rijeka, a także Istria oraz Dalmacja. Od maja 2000 roku Polacy są oficjalnie uznawaną mniejszością narodową w Chorwacji. Działa tam również 6 organizacji polonijnych.

## Chorwaci w Polsce
Według danych ze spisu ludności 2011, w Polsce mieszka ok. 800 osób narodowości chorwackiej. Jedną z organizacji zrzeszających Chorwatów w Polsce jest Stowarzyszenie Chorwatów w Polsce.